# Chriodes kinabaluensis
Chriodes kinabaluensis là một loài tò vò trong họ Ichneumonidae.